# Замок Алмоурол
Замок Алмоуро́л (порт. Castelo de Almourol) расположен на маленьком скалистом острове посреди реки Тежу (порт. Tejo) в самом сердце Португалии.

## История
Скалистый остров, на котором расположен Алмоурол, издавна имел стратегическое значение, контролируя водный путь по реке. Согласно археологическим раскопкам, первые укрепления здесь возникли ещё около I века н. э. Позже здесь были по очереди укрепления аланов, вестготов и, в конце концов, мавров. Достоверно известно, что когда солдаты первого короля Португалии Афонсу I Энрикеша в 1129 году появились в этих землях, на островке уже находился мавританский замок.
Нынешний замок строился тамплиерами неподалёку от их основной резиденции, замка Томар, в 1160—1171 годах. С роспуском ордена в 1312 году замок опустел. В XIX веке романтически настроенные патриоты занялись восстановлением замка из руин. Реконструированный замок имеет мало общего со своим средневековым прототипом. Тем не менее он был внесён в список национальных памятников Португалии (16 июня 1910 года). В 1940—1950-е годы замок вновь был перестроен — под одну из резиденций Салазара.

## В литературе
Замок упоминается в лучшем романе из цикла о Палмейринах — «Хронике о Палмейрине Английском» (до 1544). В замке находилась героиня повествования Мирагварда (Мирагуарда). Именно из-за описаний событий тех мест Сервантес решил спасти эту книгу из библиотеки Дон Кихота от сожжения: «Все приключения в замке Мирагварды превосходны и искусно придуманы, стиль — изящный и ясный, а речи умело и со вкусом приспособлены к характеру и положению говорящих».